# Gargara nodulata
Gargara nodulata är en insektsart som beskrevs av William D. Funkhouser 1942. Gargara nodulata ingår i släktet Gargara och familjen hornstritar. Inga underarter finns listade i Catalogue of Life.